# Río Chusjavida
El río Chusjavida, también conocido como río Chusavira,  es una quebrada y arroyo chileno ubicado en el sector de Guallatire, comuna de Putre, Región de Arica y Parinacota. Nace en las ciénagas del río Churiguaylla y afluye al río Guallatire,  desembocando en el río Lauca.

## Toponimia
El origen del topónimo "Chusavira" es de origen aimara. Deriva de las palabras ch´usa- (vacío, escasez de agua) y jawira- (río), por lo que se traduce como "Río Seco".

## Trayecto
El río Chusjavida nace de la suma de varias fuentes de agua fresca que afloran en los acuíferos colgados del complejo volcánico de Choquelimpie-Ajoya. En su cuenca superior destaca el afluente de quebrada Caliente, que tiene una vertiente termal en su cabecera, conocida como Terma de Chiriguaya, cuyas aguas provienen de una circulación de flujo subterráneo profundo y ascendente a través de fracturas en el sector del anticlinal de Chiriguaya, presentando una temperatura superior a 40 °C y un alto contenido en elementos mayores, sílice, arsénico, boro y litio.
Luego, el río Chusjavida escurre al sureste para reunirse con el río Guallatire, y juntos desembocan en la ribera izquierda del río Lauca con el nombre Gaullatire.Ambos río son alimentados por glaciales.

## Caudal y régimen
A pesar de que el área de drenaje del río Chusjavida es mayor que la del río Guallatire (antes de su confluencia), el caudal del último es del orden de 3 veces mayor al del río Chusjavida. En septiembre y en noviembre de 2014 se midieron en el río Chujsavida 223 l/s y 180 l/s respectivamente.: 131–132 